# Carlo Anti
Carlo Anti (Villafranca di Verona, 28 aprile 1889 – Padova, 9 giugno 1961) è stato un archeologo italiano.
Fu rettore dell'Università degli Studi di Padova fra il 1932 e il 1943.

## Biografia
Carlo Anti nacque a Villafranca di Verona, in località Cadellora presso la corte Bortolani, nel 1889. Fu un archeologo e un Ufficiale dell'Esercito nella Prima Guerra Mondiale fino al 1922.

### Attività scientifica come archeologo
Studiò a Verona e a Bologna, dove si laureò con Gherardo Ghirardini. Successivamente si trasferì a Roma come allievo della Scuola Archeologica Italiana e poi ispettore al museo preistorico-etnografico. Durante gli anni di studio a Roma conobbe la moglie, Clelia Vinciguerra, anche lei allieva della Scuola. Tra i suoi maestri dell'epoca si ricorda Emanuel Löwy, grande archeologo austriaco attivo in quegli anni a Roma, che favorì lo sviluppo del suo interesse per la storia degli artisti, già stimolata dal contatto con la scuola di Monaco, contrapposta alla storia dell'arte facente capo a Winckelmann.
Nel 1914 si recò per la prima volta in Grecia, dove ebbe l'opportunità di incontrare studiosi italiani e stranieri tra i quali Luigi Pernier, Biagio Pace, Wilhelm Dörpfeld e Panajis Kavvadìas. Nel 1921 fu inviato in Anatolia da Amedeo Maiuri e Roberto Paribeni con il compito di esplorare la Licia e la Panfilia, nel quadro dei deboli tentativi italiani di insediare una presenza in Turchia. Dal 1922 la sua attività di archeologo e studioso fu legata all'Università di Padova. Nello stesso anno curò l'allestimento di una mostra di 33 oggetti africani del Museo Pigorini e del Museo Etnografico di Firenze alla 13ª Biennale di Venezia.
Nel 1926 diventa socio dell'Istituto Veneto di Scienze, Lettere ed Arti dove si trova ancora depositato un archivio con le sue carte.
Dal 1925 al 1936 svolse il ruolo di assistente di Luigi Pernier negli scavi del santuario di Apollo a Cirene. A Cirene la suddivisione dei compiti prevedeva che fosse affidato ad Anti lo studio dei materiali, mentre Pernier era responsabile dello scavo.. Nel 1930 seguì gli scavi di Umm el Breighat (antica Tebtunis), nel deserto egiziano. Durante il periodo del rettorato, l'attività di Carlo Anti in ambito archeologico si fece rarefatta, mentre già nel 1943 tornò a dedicarsi agli studi. Anti fu sottoposto a un provvedimento di epurazione e venne allontanato dall'università, ma in seguito tornò alla docenza fino al 1959, quando andò in pensione.

### Rettore dell'Università di Padova
Già professore all'Università di Padova, nel 1932 fu nominato rettore, fino al 1943. Durante gli undici anni nei quali ricoprì la carica di rettore dell'Università di Padova, Anti si dedicò al rinnovamento e alla modernizzazione degli edifici universitari e degli strumenti di ricerca, grazie all'investimento di 45 milioni di lire nel 1932 a cui fecero seguito altri 12 milioni nel 1938, dando all'ateneo «una veste edilizia organica e unitaria». Furono costruiti ex novo, tra gli altri, la casa dello studente «Principe di Piemonte» (1935) e il Palazzo Liviano (1940), da allora sede della facoltà di lettere e filosofia.
L'interesse di Carlo Anti per la storia e le origini dell'istituzione universitaria lo portò anche a fondare una biblioteca del rettorato. Alla carica di rettore lo sostituì Concetto Marchesi, nel quadro delle mutate condizioni politiche dell'Italia. Nonostante fosse un suo avversario politico, Marchesi non mancò di sottolineare l'importanza dell'opera di studioso di Carlo Anti, rammaricandosi che per troppo tempo fosse stato distolto dagli impegni amministrativi, in occasione della assegnazione del premio nazionale dei Lincei per il volume sui Teatri greci arcaici, nel 1949.

### Sostegno al fascismo
Nella sua autobiografia, Norberto Bobbio definì Carlo Anti «il rettore, archeologo di fama, fascista tutto di un pezzo». All'epoca Bobbio era docente di filosofia del diritto presso l'Università di Padova. Caratteristiche del periodo fascista sono sia il ricco programma edilizio (1932-1938) di rinnovamento dell'ateneo che Anti perseguì con grande energia e l'interesse per le attività sportive dei giovani.
Secondo Luigi Polacco «si dovrà riconoscere in Carlo Anti una certa ingenuità, quando dai documenti ci rendiamo conto del mal riposto credito che egli dava a quelle organizzazioni e del troppo generoso ottimismo con cui ne interpretava l'operato.» All'approvazione delle leggi razziali nel 1938 Anti se ne fece attuatore presso l'Università di Padova, con la decadenza dal servizio di tutti i docenti ebrei, a mezzo di una lettera «priva [...] dei normali saluti». Al contempo, Anti commissionò gli affreschi della facoltà di Lettere all'ebreo Massimo Campigli, e chiamò alla docenza il latinista Concetto Marchesi, noto alla polizia come antifascista.
Marchesi successe ad Anti alla carica di rettore nel 1943. Il 16 dicembre di quell'anno fu nominato dal Consiglio dei ministri della Repubblica Sociale Italiana alla Direzione generale delle arti, come direttore generale incaricato: in questo ruolo, si dedicò a contrastare la deportazione di opere d'arte italiane in Germania da parte dei nazisti.

## Opere
Una delle sue opere più importanti è il volume Teatri greci arcaici del 1947, per il quale gli fu assegnato nel 1949 il premio nazionale dei Lincei, pur tra molti contrasti derivanti da avversioni politiche risalenti al periodo fascista.

### Altre opere
- Monumenti policletei, in «Monumenti antichi dei Lincei», XXVI (1921), col. 501 ss.

## Onorificenze
Medaglia d'Argento al Valor Militare (1917, Sottotenente di Complemento Aiutante Maggiore in Seconda dell'80º Reggimento di Fanteria Roma)
«Alla testa di uno degli ultimi reparti ripieganti, dopo quattro giorni di inaudito bombardamento nemico, manteneva, con l'esempio e la ferrea risolutezza, la calma e l'ordine fra i dipendenti, e, sotto il tempestare dei grossi calibri avversari, riusciva a guernire un'ultima linea di trincee, animando con la parola e con l'esempio i suoi uomini già stremati ed estenuati - Trambilleno, 18 maggio 1916».
Croce di Guerra al Valor Militare (1926, Capitano di Complemento - dal 31 ottobre 1917 - dell'80º Reggimento di Fanteria Roma)
«Incaricato dei collegamenti di un corpo d'armata, durante la nostra offensiva finale, organizzava con esemplare perizia e intelligenza l'importantissimo servizio e, con instancabile attività, accorgimenti ed industriosi ripieghi, mantenne in costante efficienza, anche in mezzo a gravi difficoltà, specialmente determinate dall'interruzione dei passaggi sul Piave per effetto del bombardamento nemico - Piave, 27-28 ottobre 1918».